# Tina Drazu
Tina Drazu é uma piloto de transporte aéreo do Uganda, que atua como primeiro oficial na Uganda National Airlines Company, a companhia aérea nacional de Uganda, na aeronave CRJ 900, a partir de abril de 2019.

## Antecedentes e educação
Drazu nasceu no distrito de Arua, na sub-região do Nilo Ocidental, na Região Norte de Uganda. Ela obteve a sua licença de piloto comercial da Cape Flying Services na África do Sul em 2010.

## Carreira
Drazu passou um ano e três meses voando com a Asante Airlines no Sudão do Sul, de janeiro de 2011 a março de 2012. Ela foi contratada pela Aerolink Uganda de julho de 2012 a abril de 2019, como piloto de linha. Em abril de 2019, ela foi contratada pela Uganda National Airlines Company, como uma de um pequeno número de pilotos do sexo feminino na companhia aérea.